# Мира Бояджиева
Мира Бояджиева е българска актриса.

## Биография
Родена е на 13 юли 1986 година в Плевен в семейството на режисьор и актриса. Завършва НАТФИЗ в класа на професор Пламен Марков и Ивайло Христов. Играе в Модерен театър.

## Филмография
- Стъклен дом – Сандра
- Забранена любов – Ирина Шенева
- Още една мечта – Мира
- Клетката - Маргарита